# 다그 함마르셸드
다그 얄마르 앙네 칼 함마르셸드(스웨덴어: Dag Hjalmar Agne Carl Hammarskjöld, 스웨덴어 발음: [ˈdɑːɡ ˈhâmːarˌɧœld], 1879년 7월 25일~1961년 9월 18일)는 스웨덴의 외교관으로 제2대 유엔 사무 총장이었다. 1953년 4월 18일부터 사망 전인 1961년 9월 18일까지 역임했다. 유엔 사무총장으로서 함마르셸드는 조국을 대표하기보다는, 국제 공동체의 대표라는 입장을 취했다. 함마르셸드는 지속적인 평화 달성을 헌신을 인정받아 사후 노벨 평화상이 수여되었다.

## 어린 시절과 교육

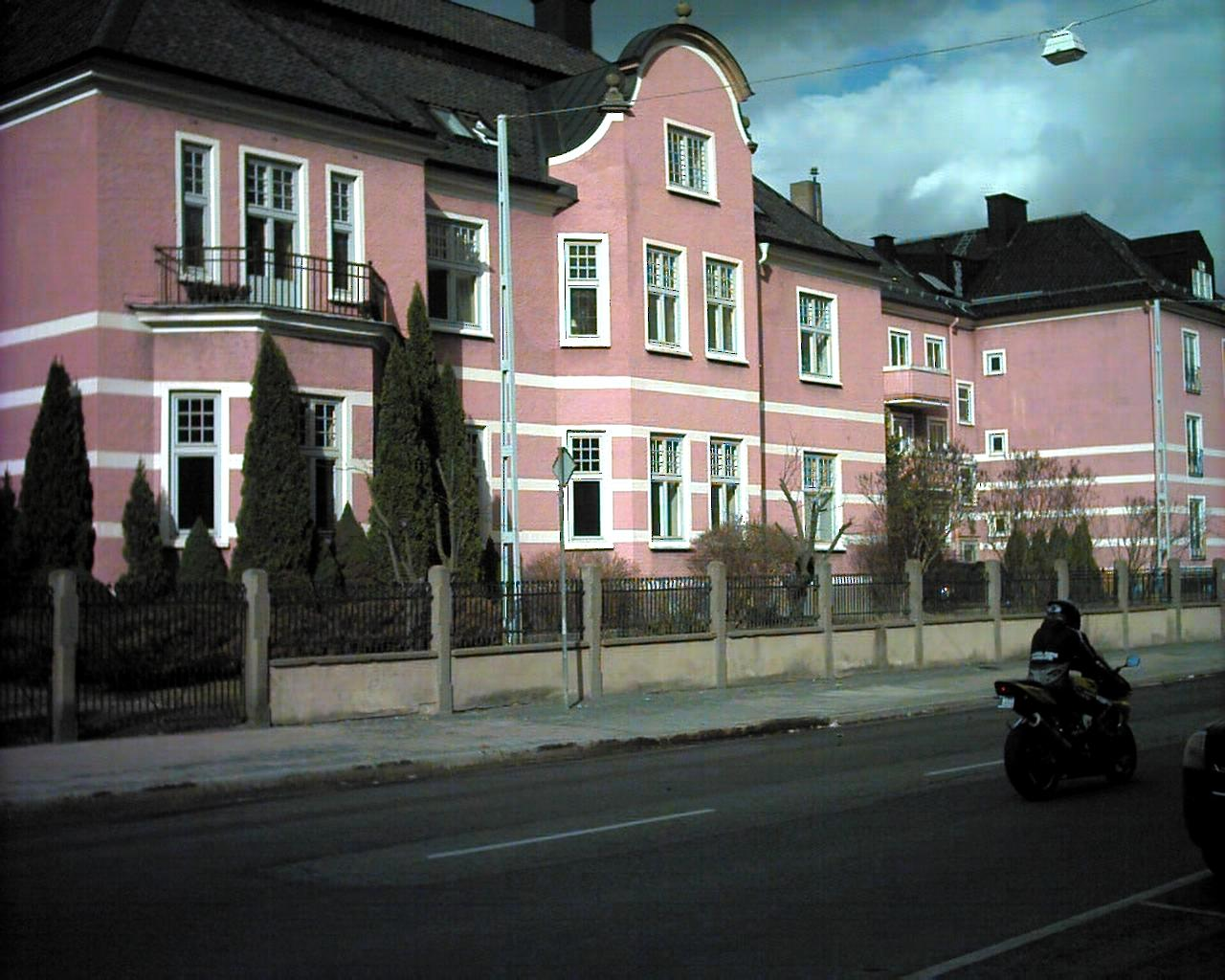
옌셰핑에 있는 함마르셸드의 생가

옌셰핑에서 태어난 함마르셸드는 대학 도시 웁살라에서 자신의 어린 시절의 대부분을 살았다.  그는 스웨덴의 총리 얄마르 함마르셸드 (1914년 ~ 1917년)와 아그네스 알름퀴스트의 4번째이자 막내 아들이었다.  그의 조상들은 17세기 이래 스웨덴의 왕실을 섬겼다.  자신의 청소년 시절 동안 함마르셸드의 부친은 우플란드의 지사였다.
그는 18세때 웁살라 대학교에서 자신의 전공들을 시작하였다.  1925년 영예들과 함께 졸업하여 문학사 학위를 취득하였다.  그의 주요 전공들은 언어학, 문학과 역사학이었다.  그는 웁살라에서 자신의 전공들을 지속하여 경제학에서 석사 학위 (1928년)와 법학 학사 (1930년)를 속행하고 취득하였다.

## 스웨덴 정부에서 경력
1930년부터 1934년까지 함마르셸드는 무직에 정부 위원회의 서기였다.  그는 또한 박사 학위 논문 〈비즈니스 순환의 퍼짐〉을 썼다.  함마르셸드는 1933년 스톡홀름 대학교로부터 경제학에서 자신의 박사 학위를 받았다.  다음 몇년 동안 그는 스톡홀름 대학교에서 정치 경제학의 조교수로 일하였다.
1936년 그는 스웨덴 은행의 서기가 되었다.  단 1년 후에 함마르셸드는 정부에서 가장 어려운 직업들 중의 하나로 숙고된 재무부에서 영구적 차관으로 임명되었다.  1941년부터 1948년까지 그는 또한 정부의 임명으로 스웨덴 국립은행의 이사회 의장을 지내기도 하였다.  그는 동시에 2가지 임무를 가지는 데 첫 사람이었다.
1945년이 시작되면서 함마르셸드는 재정과 경제적 문제들에 내각으로 조언자가 되었다.  이 직위에서 그는 제2차 세계 대전 이후 시기의 경제적 문제들을 완화하는 데 정부의 계획들을 조정하였다.
함마르셸드는 1947년 스웨덴 외무부로 임명되어 지속적으로 경제 문제들을 다루는 책임을 지었다.  2년 후, 그는 외무부를 위한 국가 서기가 되었다.
또한 1947년 그는 마셜 플랜을 설립한 파리 회의에 대표였다.  그는 1948년 경제 협력 개발 기구의 회의에 참석하러 다시 파리로 갔다.  
1950년 함마르셸드는 UNISCAN에 스웨덴 대표단의 우두머리가 되었다.  이 조직은 영국과 스칸디나비아 국가들 사이에 경제 협력을 흥행하는 목적을 위하여 창조되었다.  다음해 그는 무임소 장관이 되어 본질적으로 외무부의 부장관이었다.  함마르셸드가 사회민주당에 의하여 지배된 내각과 지냈어도 그는 전혀 아무 정당에 입당하지 않았다.
1951년 함마르셸드는 파리에서 열린 유엔 총회의 6차 정규 회의로 스웨덴 대표단의 부의장이 되었다.  그는 1952년 7차 유엔 총회에 스웨덴 대표단의 임시 대행 의장이 되었다.
1954년 12월 20일 함마르셸드는 스웨덴 한림원에서 부친의 비워진 의석을 차지하는 데 선출되었다.  스웨덴 한림원은 노벨상 수상자들을 선택하면서 맡아진 조직이다.

## 유엔 사무총장

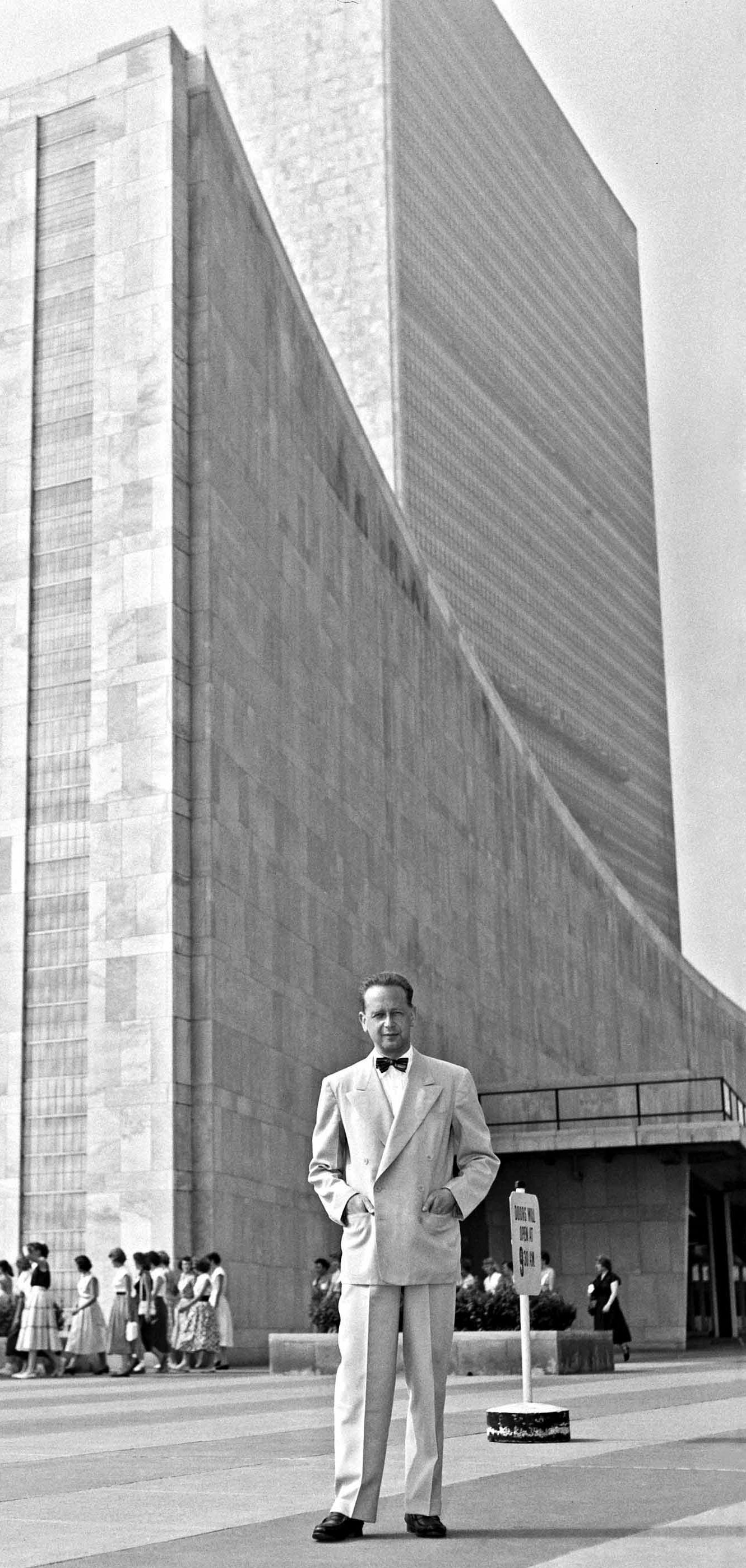
유엔 본부 외부에서

1953년 트뤼그베 리가 유엔 사무총장으로서 자신의 직위로부터 사임하였을 때 유엔 안전 보장 이사회는 함마르셸드에게 놀라웠던 직위로 그를 추천하였다.  유엔 총회는 4월 7일부터 4월 10일까지 회의에서 만장 일치로 그를 선출하였다.  1957년 그는 재선되었다.
지식이 풍부하고 겸손한 남자로 알려진 함마르셸드는 쉬운 역할로 지낸 사무총장에 관하여 환상을 가지지 않았다.  그를 알던 이들은 그가 그의 전체의 힘과 결심과 함께 책음으로 완전히 자신을 준 것을 입증하였다.
함마르셸드는 유엔 사무국과 사무총장의 역할과 책임들을 정의함으로써 자신의 기간을 시작하였다. 그는 회원국들의 목표와 어려움들에 관한 완전한 객관적인 정보를 모으는 데 둘다의 임무였다는 것을 믿었다.  그러나 그는 또한 사무총장이 유엔 헌장의 규칙들에 기초를 둔 취사 선택을 형성하는 데 의무가 지어져 전혀 그 규칙들을 배신하지 않는다는 것을 믿기도 하였다.
1953년의 종말 가까이 함마르셸드는 다음과 같이 곰곰히 생각하였다.  

평화를 위한 우리의 업무는 우리들의 각각의 사적인 세계 안에서 시작되어야 한다.  사람을 위하여 두려움 없는 세상을 만드는 데 우리는 두려움이 없어야 한다.  정의의 세상을 만드는 데 우리는 정의가 되어야 한다.  그리고 만약 우리가 우리 소유 마음들에 자유롭지 않다면 어떻게 자유를 위하여 싸울 수 있나?  만약 우리가 그렇게 하는데 준비되지 않다면 어떻게 다른이들에게 바치라고 의문할 수 있나?  평화의 세상을 만드는 데 기회가 주어진 자에게 세대의 사람들로서 우리가 만약 미래로 우리의 임무를 다 하게 된다면 전체의 이자에 대한 진실한 항복 만에서 우리는 필요한 그 힘과 독립, 재판의 공평의 목적에 관한 단일성에 도달할 수 있다.

함마르셸드는 이 조용한 외교로 헌신한 자신을 통하여 분쟁의 양당들 사이에 사적 논의들을 통한 분쟁들을 해결하는 데 자신을 바쳤다.  자신의 기간들 동안 함마르셸드는 이스라엘과 아랍 국가들 사이에 관계들을 진정시키는 노력을 하였다.  1955년 그는 한국 전쟁에 복무하고 중공군에 의하여 사로 잡힌 15명의 미군 조종사들의 석방을 협상하러 중공에 갔다.  1956년 그는 유엔 긴급군을 설립하였고 이듬해 수에즈 위기에 중재하였다.
1960년 전 벨기에의 식민지이자 이제 새롭게 독립한 콩고민주공화국은 심화되는 내전을 해체하는 것에 유엔의 원조를 위하여 의문하였다.  함마르셸드는 콩고로 4번의 여행을 이루었다.  하지만 아프리카의 비식민지화를 향한 그의 노력들은 소련에 의하여 불충분한 것으로 숙고되었다.  그헤 9월 소련은 평화를 지키는 데 유엔 긴급군을 보내는 그의 결정을 비난하였다.  그들은 그의 사임과 거부권 (트로이카)에서 3사람의 이사에 의하여 사무총장직의 대체를 요구하였다.  소련의 지도자 니키타 흐루쇼프의 회고록들에 의하면 목표는 "국가들의 3개 단체 - 자본주의, 사회주의와 최근에 독립한 국가들의 이익들을 동등하게 대표하는" 것이었다.
함마르셸드는 유엔의 독립적인 권환이 강화될 종말로 완고하게 남아있었다.  그의 직위는 어쩌다 서방에 의하여, 그러나 소련에 의하여 더욱 자주 그리고 강하게 그를 공격의 목적으로 만들었다.  그느 유엔의 주의깊게 지키는 보호를 필요한 전체의 다른 국가들이 아닌 소련 혹은 다른 강대국들이 아니었다는 것을 완고하게 믿고 진술하였다.
1961년 노벨 위원회의 의장 군나르 얀은 노벨상 수여 연설이 있던 동안 유엔이 "효과적과 구성적인 국제 기구가 되어 유엔 헌장에서 표현된 원칙과 목표들로 인생을 주는 자격이 있어 국제적으로 느끼고 활동한 자들에 의하여 관리되었다.  그가 항상 달성하기 위해 노력했던 목적은 유엔 헌장을 전체의 국가들이 직접 규제한 것에 의한 것으로 만드는 것이었다."는 결과에서 비판과 공격들의 표면에서 완고히 서면서 그의 길에서 결코 흔들리지 않은 것과 함께 함마르셸드에게 공로를 돌렸다.

## 사망

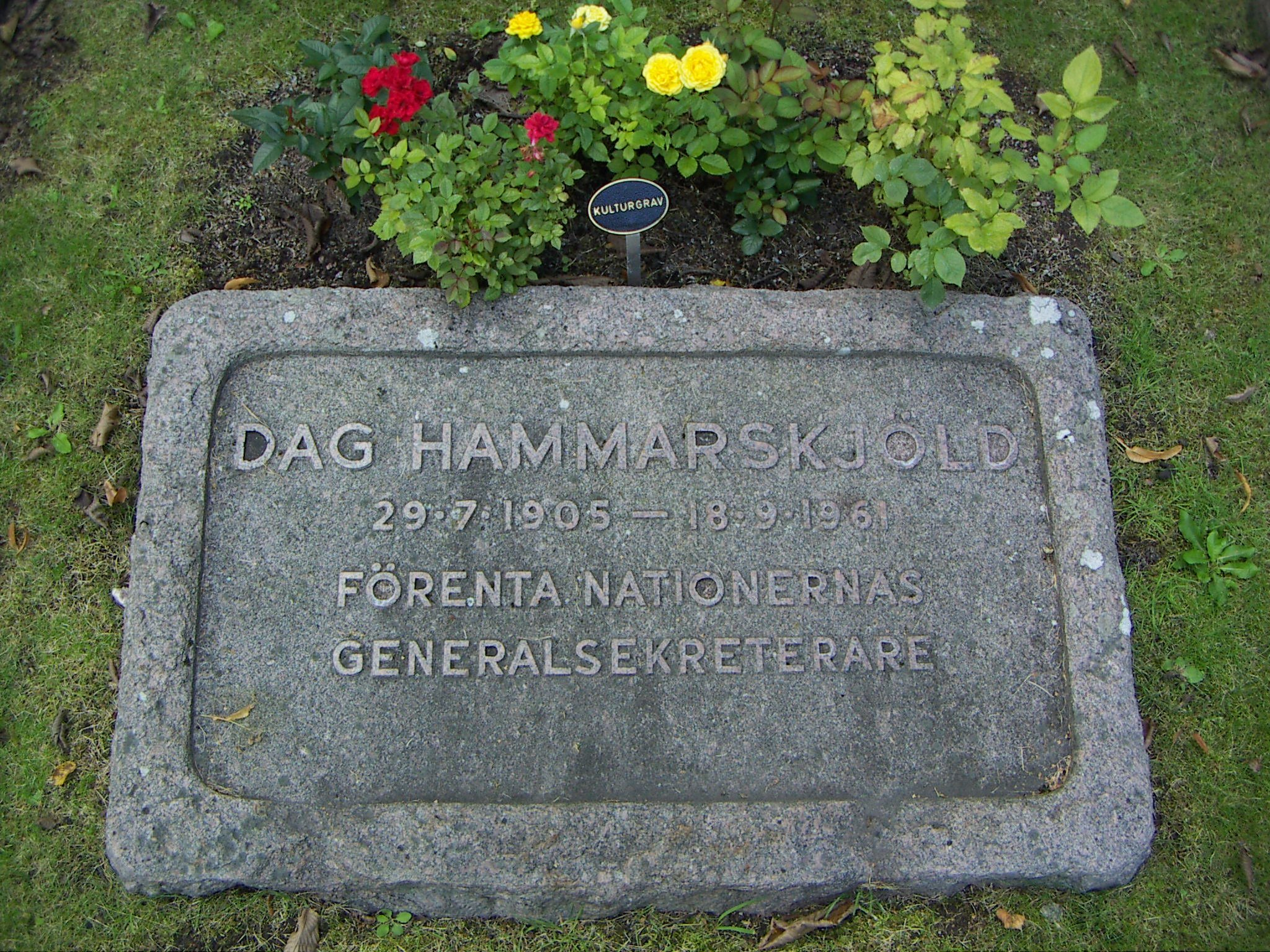
웁살라에 있는 함마르셸드의 묘비

1961년 9월 함마르셸드는 비전투 유엔군과 모이즈 촘베의 카탕가 주 군대들 사이에 싸움이 있었다는 것을 들었다.  그는 북로디지아 (현재 잠비아)의 은돌라 근처에서 그의 비행기가 추락하였을 때 9월 17일 ~ 18일의 밤에 휴전을 협상하러 가는 길이었다.  그와 다른 15명이 사망하였다.
추락의 원인에 아직도 사색이 있다.  당시 조사자들의 설명은 함마르셸드의 비행기가 밤에 은돌라의 공항으로 그 접근에 너무 낮게 내려갔다는 것이다.  승무원 전원은 안전 이유들을 위한 비행 계획을 제출하지 않았다.  폭탄, 지대공 미사일 혹은 공중 납치의 증거가 여태까지 나오지 않았다.  그 일은 더글러스 DC-6 호의 승무원 전원이 북로디지아에서 은돌라 (4,167 피트/1,270m) 보다 낮은 높이에 콩고에서 은돌로 (915 피트/297 미터)를 위하여 높이 데이타를 정확하지 않게 이용했던 것으로 사색되었다.
1998년 8월 19일 남아프리카공화국의 진실·화해 위원회의 의장 데스먼드 투투 대주교는 1961년 함마르셸드의 비행기의 추락 사건에 이전적으로 폭로된 편지들이 영국의 M15, 미국의 CIA와 남아프리카공화국의 정보부를 연루시킨 것을 드러냈다.
2005년 7월 29일 함마르셸드의 탄생의 정확히 100년 후에 노르웨이의 소장 비에른 에게는 함마르셸드의 사망을 둘러싼 이벤트들에 신문 〈아프텐포스텐〉에게 인터뷰를 주었다. 시체를 보는 데 첫 유엔군 사관이었던 에게에 의하면 함마르셸드는 그의 이마에 구멍이 났고, 이 구멍은 시체를 찍은 사진들로부터 즉시 에어브러시로 수정되었다고 한다.  에게에게 함마르셸드가 비행기로부터 던져져 그의 손에 잔디와 잎들은 그가 추락을 생존하여 잔해에서 출격해야 했던 것을 가리켰을 것이다.  에게의 진술은 투투 대주교의 정보와 결합하지 않는다.
함마르셸드의 단 하나의 저서 〈길잡이〉는 1963년에 출판되었다.  그 책은 그의 일기 묵상들의 수집이다.  그것은 그가 20세였던 1925년에 시작되어 1961년 그의 사망에 끝난다.  함마르셸드는 일기의 항목들을 통하여 기독교 신비주의자로서 자신을 드러낸다.  그의 일기 항목들에서 그는 자신의 외교 생활을 "내면의 여정"의 측면에서 묘사한다.  책은 미국의 학생들과 전 스웨덴의 대주교 K. G. 함마르와 함께 인기있게 되었다.

## 유산

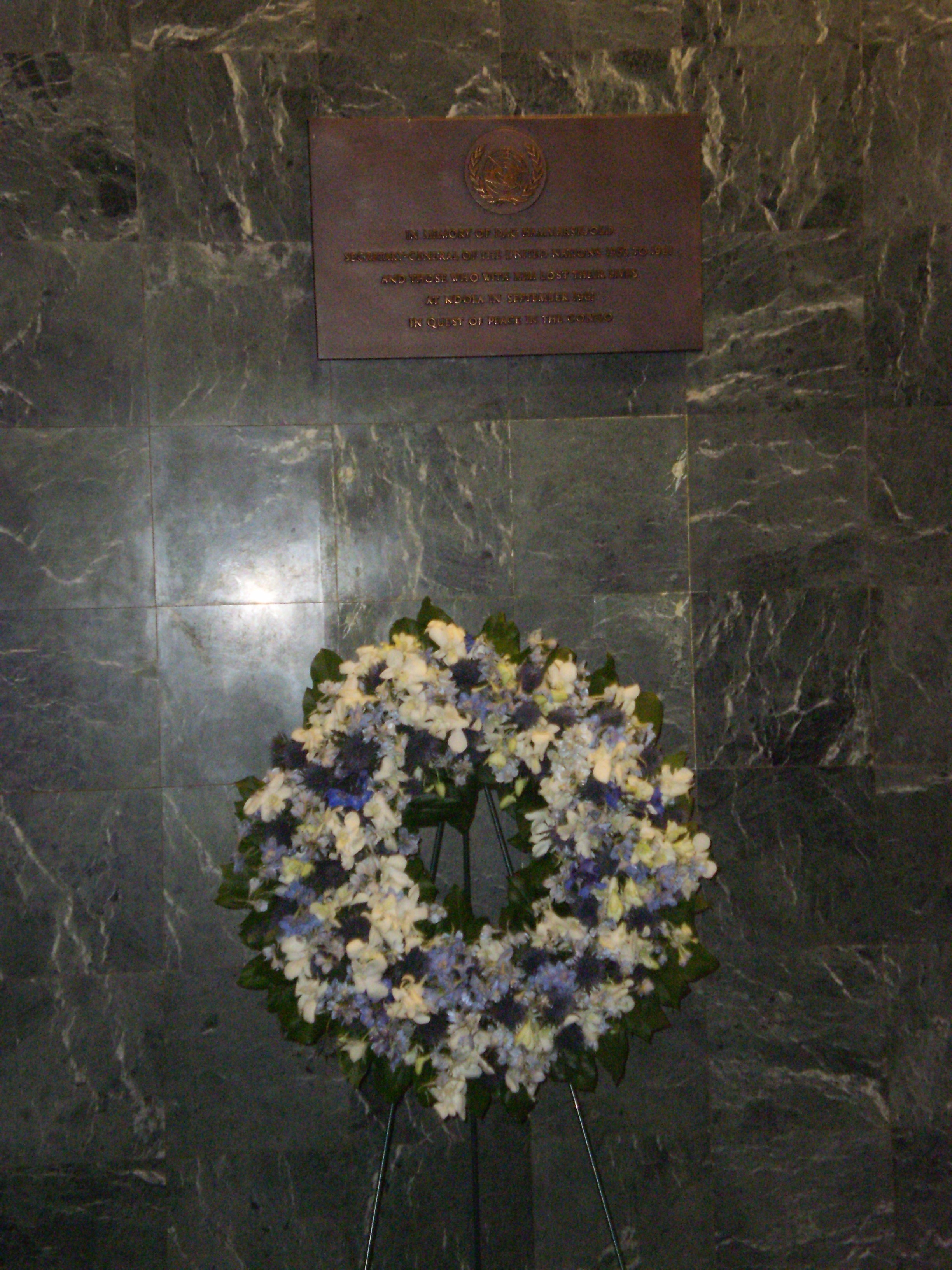
뉴욕 유엔 본부에 있는 함마르셸드의 기념비

오늘날 많은이들는 이벤트들을 형성하는 데 그의 능력 때문에 함마르셸드를 거대한 유엔 사무총장으로 간주한다. 
코피 아난은 함마르셸드에 관한 연설에서 다음과 같이 진술하였다.

그의 생애와 사망, 그의 말과 활동들은 그 역사에서 아무 남성 혹은 여성들의 것보다 직무와 참으로 유엔의 공공적 기대들을 형성하는 데 더욱 많이 해냈다.  그의 지혜와 겸손, 그의 흠을 잡을 수 없는 성실과 임무에 한 마음의 헌신은 전체의 국제 공동체의 하인들과 특히 당연히 단순하게 살기 불가능한 그의 후임자들을 위하여 수준을 세웠다.  "어떻게 함마르셸드가 이것을 다루었나?"라고 자신이 직접 의문하는 것보다 그가 각각의 새로운 도전 혹은 위기에 도달하면서 사무총장을 위하여 더욱 나은 경험 법칙은 있을 수 없다.  명확한 것은 이 새로운 국제 정황에서 높이 관련된 것으로 남아있는 그의 핵심 아이디어들이다.  우리를 위한 도전은 그들이 어떻게 그것을 고려하도록 조정할 수 있나를 보는 것이다.

함마르셸드의 사망한지 얼마 안되어 세계를 주위로 많은 도시들은 그의 영예에 거리와 광장들의 이름을 다시 지었다.
유엔 본부 근처에 있는 맨해튼의 공원은 다그 함마르셸드 플라자로 불린다.
조직으로 다그 함마르셸드의 서비스의 기념에 적철한 기념비를 세우는 데 욕망한 유엔은 함마르셸드의 이름을 딴 새로운 도서관으로 선출하였다.  도서관은 1961년 11월 16일 봉납되었다.
함마르셸드는 "인류와 국가들 중에 평화와 친설을 창조하는 데 그가 한 모든 감사함으로써, 그가 달성한 것으로서, 그가 싸운 것으로서" 1961년 11월 노벨 평화상이 수여되었다.

## 같이 보기
- 안드레아스 웅에
- 요나스 웅에
- 니콜라스 그룬트비
- 프리티오프 난센